# Ti ritroverò
Ti ritroverò è un film del 1949 diretto da Giacomo Gentilomo. Conosciuto anche con il titolo Tenente Craig mio marito.

## Trama
Maria è una ragazza povera e orfana, raccolta e allevata da Don Giuseppe, parroco di un piccolo paese del Piemonte. Durante la guerra conosce un ufficiale inglese, George Craig, i due s'innamorano e si sposano. Giunti a Napoli in viaggio di nozze prendono alloggio in una pensione ma la mattina dopo, lo sposo risulta sparito e Maria è sconvolta. Al comando inglese non conoscono alcun ufficiale di nome George Craig.
Maria, vagando disperata per la città, giunta la notte viene arrestata durante una retata di "signorine". Avvertito dalla polizia, Don Giuseppe riesce a farla liberare. I due tornano al comando inglese e questa volta risulta l'esistenza di un ufficiale di nome Craig ma, secondo le dichiarazioni del comando, risulta morto. La realtà è che George, ufficiale addetto all'Intelligence Service, ferito in un conflitto con contrabbandieri, è stato tratto in salvo ma il dovere gli vieta di avvicinare la moglie fino al compimento di un'operazione segreta volta a debellare un traffico internazionale di esplosivi. Maria con l'aiuto del vecchio parroco non si rassegna e indaga, e dopo varie peripezie i due cadono in mano ai trafficanti. George coi suoi arriva a salvarli appena in tempo. Debellati i malviventi, i due sposi tornano al paese dove potranno finalmente vivere felici.

## Incassi
Incasso accertato sino a tutto il 31 dicembre 1952 Lit. 107.000.000